# 南駿農業協同組合
南駿農業協同組合（なんすん のうぎょうきょうどうくみあい。略称：JAなんすん）は、静岡県沼津市に本店を置いていた農業協同組合。2022年4月1日に、本農業協同組合と富士市農業協同組合、富士宮農業協同組合、御殿場農業協同組合、あいら伊豆農業協同組合、伊豆の国農業協同組合、三島函南農業協同組合、伊豆太陽農業協同組合が合併して、富士伊豆農業協同組合を発足した。手続き上は本組合を存続法人として他の組合を吸収合併し、名称変更した。

## 管轄地域
- 沼津市（戸田地区・井田地区を除く）
- 裾野市
- 駿東郡
  - 清水町
  - 長泉町

## 事業内容
- 農業振興事業
- 経済事業
- 共済事業
- 信用事業

## 管内の主な産物
- 茶
  - 「ぬまっちゃ」として販売、1本150円のうち3円が沼津茶の産地振興のために充当される。
  - 緑茶缶はJR東日本の特急サフィール踊り子でも販売（通常デザイン缶のみ）[4]。
- スイカ
- エリザベスメロン
- 長泉メロン
- 長泉白ネギ
- モロヘイヤ
- 四ツ溝柿
- ヤマトイモ
- プチヴェール
- 西浦みかん
  - 寿太郎みかん
- イチゴ
- あしたか牛
- ふじのくに すそのポーク